# Oxydesmidae
Oxydesmidae är en familj av mångfotingar. Oxydesmidae ingår i ordningen banddubbelfotingar, klassen dubbelfotingar, fylumet leddjur och riket djur. Enligt Catalogue of Life omfattar familjen Oxydesmidae 85 arter. 

## Dottertaxa till Oxydesmidae, i alfabetisk ordning[1]
- Adontodesmus
- Allocotoproctus
- Amurus
- Aneptoporus
- Ceratodesmus
- Chilophus
- Coromus
- Ctenodesmus
- Exochoromus
- Fontariopsis
- Gonepacra
- Iringius
- Kamerunomus
- Lacnodesmus
- Libanaphe
- Lyodesmus
- Mastigoromus
- Metaphoricus
- Mimodesmus
- Morocus
- Morogodesmus
- Nodorodesmus
- Orodesminus
- Orodesmus
- Oxydesmus
- Phobodesmus
- Plagiodesmus
- Rhododesmus
- Scytodesmus
- Wajirinus
- Vomorus